# Осетинский конный дивизион

## Формирование дивизиона
Осетинский конный дивизион — воинское подразделение в составе русской императорской армии.
По введении общей воинской повинности на Кавказе 1 августа 1887 года, из осетин, новобранцев Терской области, был образован особый эскадрон в составе 1-го Сунженско-Владикавказского конного полка Терского казачьего войска. В 1888 году был сформирован второй эскадрон.
26 октября 1891 года оба эскадрона выделены из полка и соединены в отдельный дивизион, названный Осетинским конным дивизионом.
Приказом по военному ведомству № 274 причислен к 3-й Кавказской казачьей дивизии.
8 февраля 1892 года приказом № 36 по Кавказскому военному округу окончательно выделен из 1-го Сунженско-Владикавказского конного полка.
Осенью 1915 года последовал высочайший приказ о переформировании Осетинского конного дивизиона в полк. Дивизион убыл с фронта и 20 октября прибыл в пункт переформирования Армавир. 26 декабря формирование полка было завершено. Полк принял полковник Абдулла-бек Табасаранский, прибывший из Дагестанского конного полка. В начале января 1916 года полк был направлен на фронт, где вновь вошел в состав 3-й Кавказской казачьей дивизии, составив вместе с Дагестанским конным полком 2-ю бригаду.

## Командиры
- 1893—1897 — полковник фон Крузенштерн, Алексей Эрберт Карлович
- 1897—1899 — полковник Лыщинский, Михаил Аизельмович
- 1899—1904 — полковник Ткаченко, Григорий Григорьевич
- 1904—1907 — подполковник (с 1905 года полковник) Сердаковский, Виктор Дионисьевич
- 1907—1910 — подполковник (с 1909 года полковник) Фон-Дер-Нонне, Николай Николаевич
- 1910—1911 — полковник Яхонтов, Ростислав Николаевич
- 08.07.1911-25.01.1915 — полковник Мальсагов, Сафарбек Товсолтанович
- 25.01.1915-26.12.1915 — Крылов, Владимир Владимирович
- 09.12.1915-18.05.1917 — полковник Табасаранский, Абдул-Бек
- 26.05.1917-11.07.1917 — полковник Хетагуров, Василий Дахцикоевич
- 24.10.1917-? — полковник Урумов, Сафон Гагуевич

## Шифровка на погонах
Буквы Ос-жёлтые